# 佩迪维利亚诺
佩迪维利亚诺（義大利語：Pedivigliano），是意大利科森扎省的一个市镇。总面积16平方公里，人口915人，人口密度57.2人/平方公里（2009年）。ISTAT代码为078096。